# San Bernardino alle Ossa
Koordinaten: 45° 27′ 45,2″ N, 9° 11′ 44,2″ O

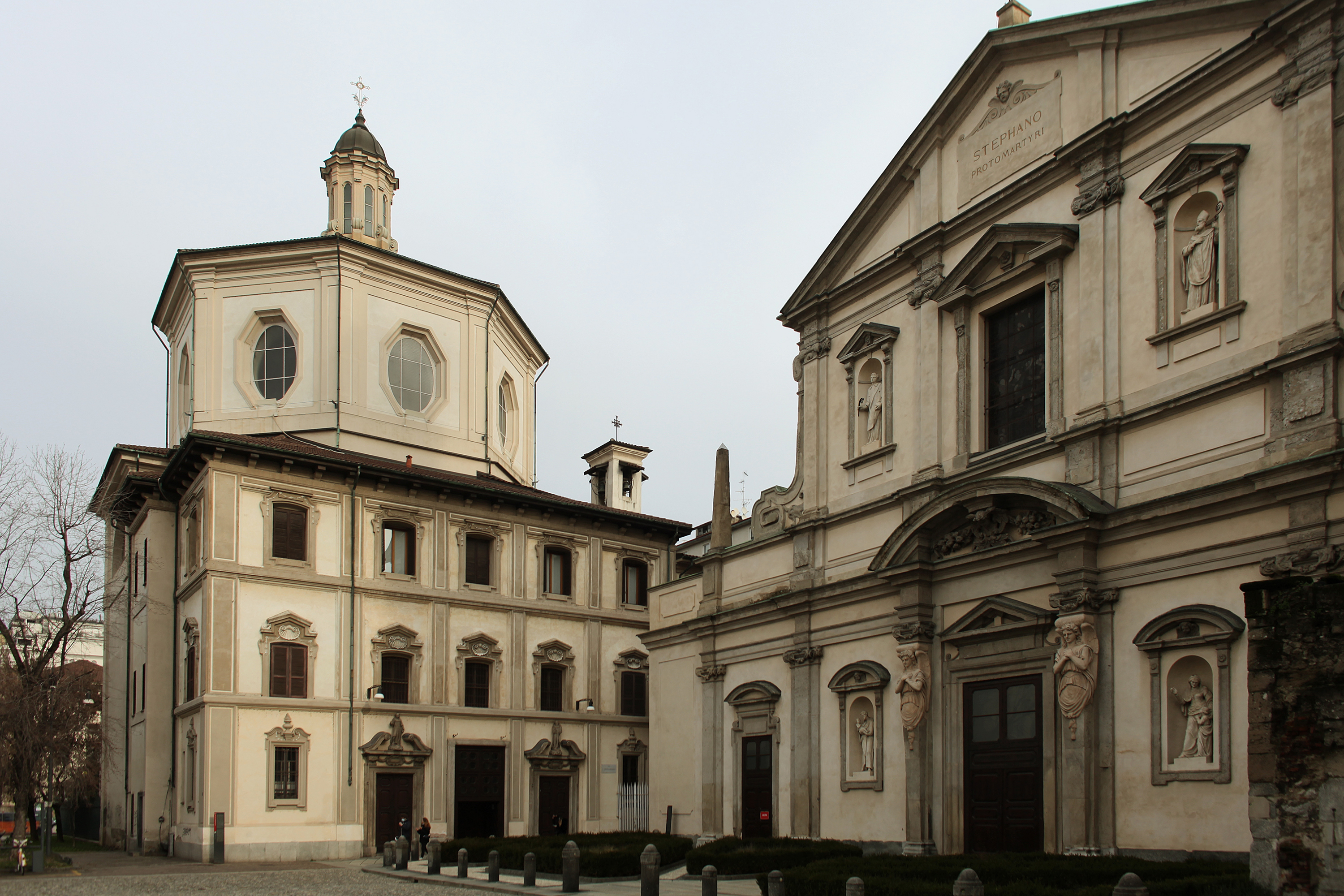
San Bernardino; rechts die Fassade von Santo Stefano

San Bernardino alle Ossa ist eine Kirche auf der Piazza Santo Stefano in Mailand. Die Kirche, die in der Vergangenheit auch San Bernardino ai Morti genannt wurde, ist für ihre Ossuariumskapelle bekannt, deren Wände größtenteils mit Knochen bedeckt sind, die als Dekoration dienen.

## Geschichte
Die Ursprünge des San-Bernardino-Komplexes gehen auf das Jahr 1127 zurück, als der Mailänder Bürger Gottifredo de Busseri – Vorfahre des berühmteren und gleichnamigen Priesters, Schriftstellers und Chronisten Goffredo da Bussero (1220–?) – das Hospital San Barnaba in Brolo gründete, das zur dritten Herberge für Findelkinder in der Stadt wurde, zu der de Busseri im Jahr 1150 das Ospedale Santo Stefano alla ruota hinzufügte. Vor der Basilika Santo Stefano Maggiore, im damaligen „Brolo“ des Erzbischofs – einem weitläufigen Gelände mit Gemüsegärten und Wäldern außerhalb der Stadtmauern – wurde ein Friedhof angelegt. Die Kapazität des Friedhofs erwies sich bald für die Bedürfnisse des angrenzenden Hospitals als unzureichend, so dass 1210 eine Kammer zur Aufnahme der Gebeine aus dem Friedhof gebaut wurde, neben der 1269 eine kleine Kirche errichtet wurde, die der Mater Dolorosa und den Heiligen Ambrosius und Sebastian geweiht war. Von dem ursprünglichen Gebäude wissen wir, dass es einen quadratischen Grundriss und zwei Altäre hatte. Die Widmung der Kirche an den heiligen Bernhardin von Siena erfolgte erst im 15. Jahrhundert, als das Gebäude der Bruderschaft der Disciplini zur Nutzung überlassen wurde und somit dem Heiligen, der einst diesem Orden angehörte, gewidmet wurde.

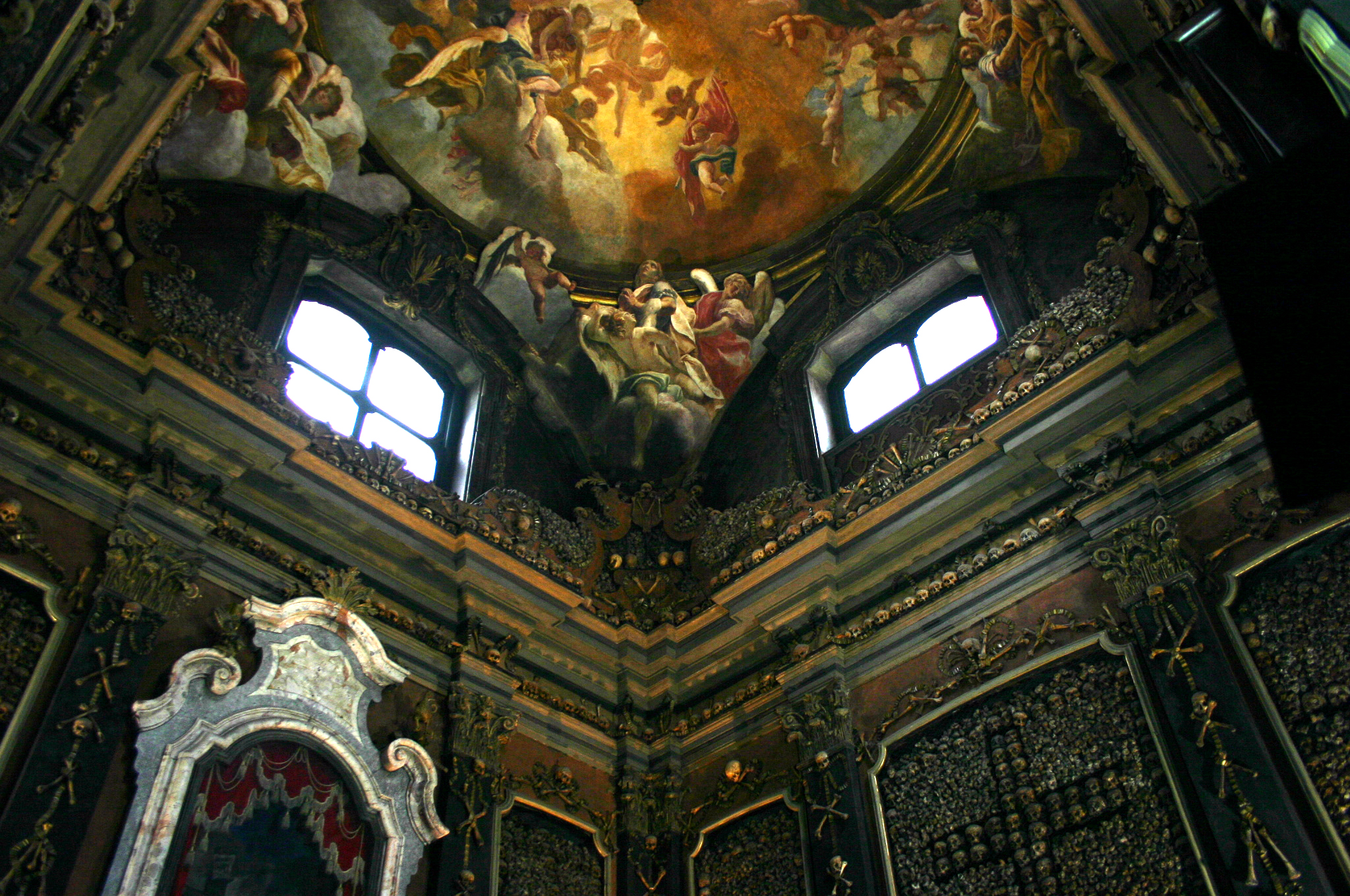
Fresken und Dekoration der Ossuariumskapelle

Latuada berichtet in seinen Memorie, dass 1642 der Glockenturm der nahe gelegenen Basilika Santo Stefano in Brolo einstürzte und auf den Komplex von San Bernardino fiel. Der Wiederaufbau des Glockenturms und der Kirche San Bernardino ai Morti wurde Carlo Buzzi anvertraut und von seinem Schüler Gerolamo Quadrio vollendet. Latuada berichtet auch, dass die Knochen auf dem Friedhof nach dekorativen Schemata neu angeordnet und das Gewölbe des Ossuariums von Sebastiano Ricci mit Fresken bemalt wurde, und dass König Johann V. von Portugal bei einem Besuch davon so fasziniert war, dass er ein ähnliches Bauwerk in Èvora - Portugal, später bekannt als Capela dos Ossos, in Auftrag gab. Nachdem die Kenntnis des ursprünglichen Friedhofs verloren gegangen war, verbreitete sich eine volkstümliche Legende, die von Carlo Torre, einem Mailänder Chronisten des 17. Jahrhunderts, überliefert wurde, dass es sich bei den Gebeinen um die Gebeine von Mailänder Bürgern handelte, die im Kampf gegen die arianische Häresie zur Zeit des heiligen Ambrosius gefallen waren.
Die Fassade der neuen Kirche blieb jedoch bis 1679 unvollendet, als der Entwurf der heutigen Fassade vom Architekten Andrea Biffi vorgelegt wurde, der bereits Architekt der Dombauhütte und der Borromeo war. Die Arbeiten zum Wiederaufbau des Beinhauses wurden 1690 abgeschlossen und fünf Jahre später der Maler Sebastiano Ricci mit der Ausmalung des Gewölbes und der Pendentifs beauftragt. Die Kirche wurde schließlich 1712 ein letztes Mal wiederaufgebaut, nachdem ein verheerender Brand zum Einsturz des Bauwerkes geführt hatte und nur die Fassade intakt geblieben war. Das Projekt wurde dem Architekten Carlo Giuseppe Merlo anvertraut, der wie Biffi der Architekt der Dombauhütte war und der Kirche ihr heutiges Aussehen mit einem zentralen Grundriss und einer achteckigen Kuppel gab. Der Innenraum des neuen Gebäudes wurde dann über einen Gang mit dem alten Beinhaus verbunden, das vom Feuer verschont geblieben war.

## Architektur

### Außen
Die Fassade verdankt ihr Aussehen dem Entwurf von Andrea Biffi aus dem Jahr 1679. Sie erinnert eher an ein ziviles als an ein religiöses Gebäude und ist in fünf vertikale, von Pilastern markierte Abschnitte und drei horizontale, von Bändern markierte Abschnitte unterteilt. Die untere Reihe hat zwei Portale mit unterbrochenen Volutengiebeln und Statuen des heiligen Bernhardin von Siena und des heiligen Sebastian im Inneren des Tympanons, während die Verzierung der Fenstergiebel von den Portalen übernommen wurde. Die Fenster der mittleren Reihe sind mit Girlanden und Muscheln verziert; die Fenster der obersten Reihe haben einfachere, geschwungene Gesimse.

### Innen
Vom Wandelgang (der von der ehemaligen Kirche stammt) gelangt man über ein paar Stufen in den Hauptteil des Gotteshauses. In diesem Raum befindet sich links ein Gemälde des Malers Pontoja, das die Heiligen Antonius und Franziskus zu beiden Seiten eines Kruzifixes darstellt, und rechts, in die Wand eingelassen, ein Flachrelief mit dem Bildnis des heiligen Ambrosius aus dem 15. Jh.

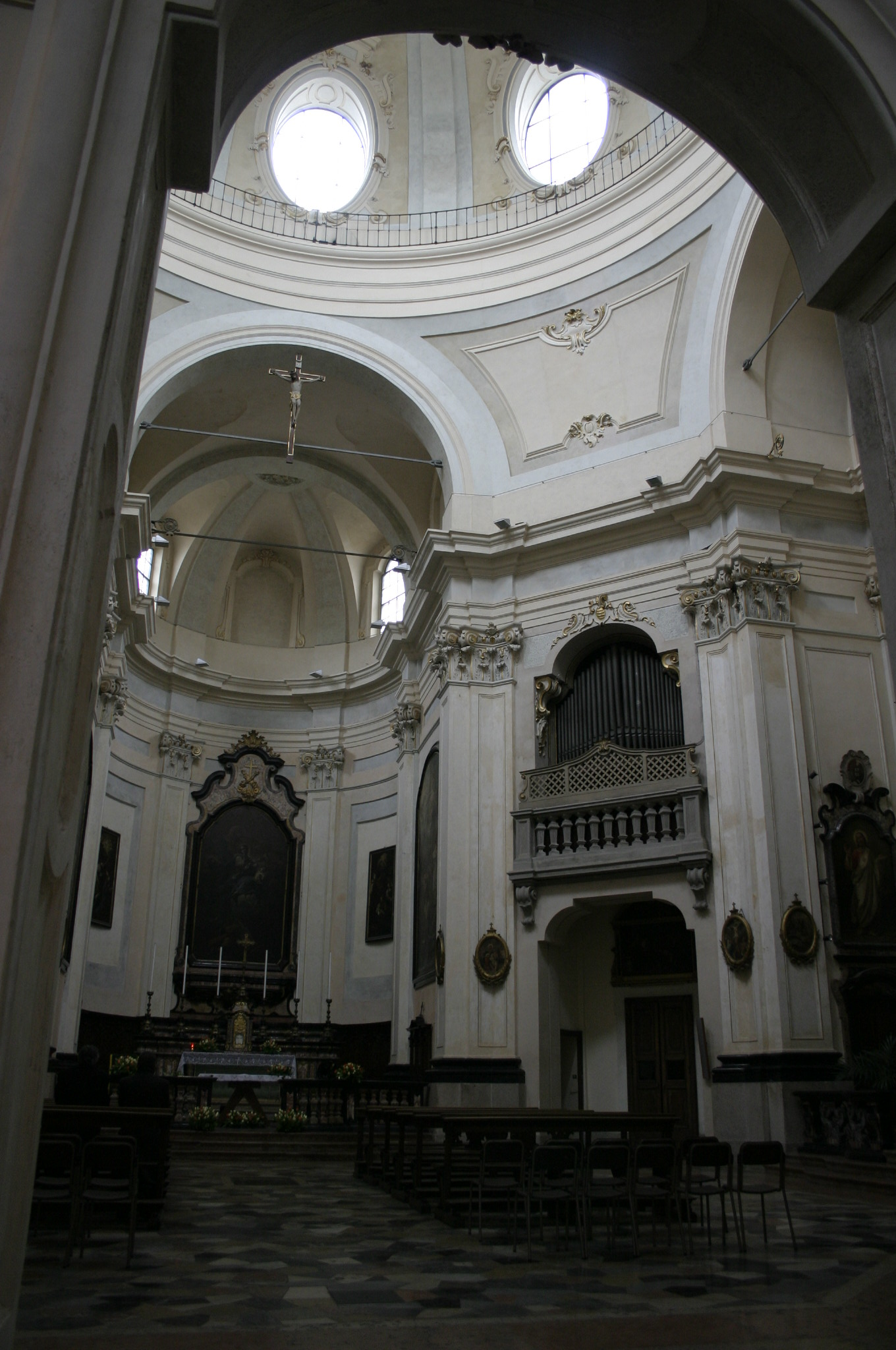
Das Innere von San Bernardino

Der Innenraum hat einen einfachen, achteckigen Grundriss mit barocken Marmoraltären und zwei Seitenkapellen.
An den vier Stützpfeilern der Kuppel wurden vier kleine Barockbalkone angebracht. Die beiden kleinen Balkone an den Eingangsseiten waren dem Adel oder Würdenträgern vorbehalten, die der Messe beiwohnten, und lehnten sich an den Stil der Ehrenbalkone der Scala an.
In der rechten Kapelle befindet sich ein Marmoraltar mit einem Altarbild, das die Heilige Maria Magdalena im Haus des Pharisäers darstellt (von Federico Ferrario). In dieser Kapelle befindet sich seit 1768 ein Familiengrab einiger Nachkommen von Christoph Kolumbus (wie aus der Inschrift „Pietro Antonio und Giovanni di Portogallo Colon Conti della Puela e della Veragua“ hervorgeht). An den Seitenrahmen des Altars befinden sich die Familienwappen mit dem Motto: „Colon diede il nuovo mondo - alla Castiglia e al Leon“. (Kolumbus gab die neue Welt - an Kastilien und Leon)
Die Kapelle auf der linken Seite ist der heiligen Rosalia gewidmet und zeigt ein Werk von Cucchi, das die Heilige mit einem Engel darstellt. Zu beiden Seiten des gut gearbeiteten Marmoraltars befinden sich zwei Gemälde von Paolo di Caialina (16. Jh.) aus der abgerissenen Kirche San Giovanni decollato alle Case Rotte.
In der Nische zwischen der linken Kapelle und dem Hochaltar befindet sich ein Tafelbild des Malers Gabriel Bossius aus dem Jahr 1513, das die Madonna der Passion und Heilige (u. a. den heiligen Ambrosius, den heiligen Rochus und den heiligen Bernhard) darstellen.
Auf dem Hauptaltar befindet sich ein Altarbild mit der Darstellung der Madonna mit Kind, das einem nicht eindeutig identifizierbaren Maler namens „Amadei“ zugeschrieben wird. Auf beiden Seiten befinden sich zwei große Gemälde: rechts der heilige Ambrosius, der während der Schlacht von Parabiago betet, und links der hl. Karl, der den Pestopfern die Eucharistie reicht, gemalt von Abt Gerolamo Ottolini.
Rechts vom Hochaltar, im Korridor, der zum Ausgang bei der Via Verziere führt, befindet sich ein großes Gemälde von G. Manzoni, das den heiligen Lucius darstellt, den Beschützer der Käser (furmagiàtt im Mailänder Dialekt), die in dieser Kirche ihre Bruderschaft hatten.
Vor dem Hochaltar befindet sich ein Gitter, von dem aus zehn Stufen zu einer großen Krypta führen: Hier befindet sich die Grabstätte der Disciplini. Sie hat die Form eines unregelmäßigen Fünfecks mit Tonnengewölbe. An den Seiten befinden sich einundzwanzig gemauerte Nischen in Form eines Chorgestühls, in denen die verstorbenen Brüder in ihrem Habit (ähnlich wie bei den Franziskanern) aufgebahrt wurden, die Gesichter von ihren Kapuzen ohne verzierung bedeckt und Tafeln mit ihren Namen auf ihren Köpfen.

#### Pfeifenorgel
Auf der Chorempore rechts von der Apsis befindet sich die Pfeifenorgel, die Anfang des 20. Jahrhunderts von Pacifico Inzoli gebaut wurde. Das Instrument mit pneumatischer Traktur hat zwei Klaviaturen mit je 58 Tasten und einem konkave Pedal mit 27 Tasten. Die Ausführung besteht aus 29 Prinzipalen mit Schildmündungen.

### Ossarium

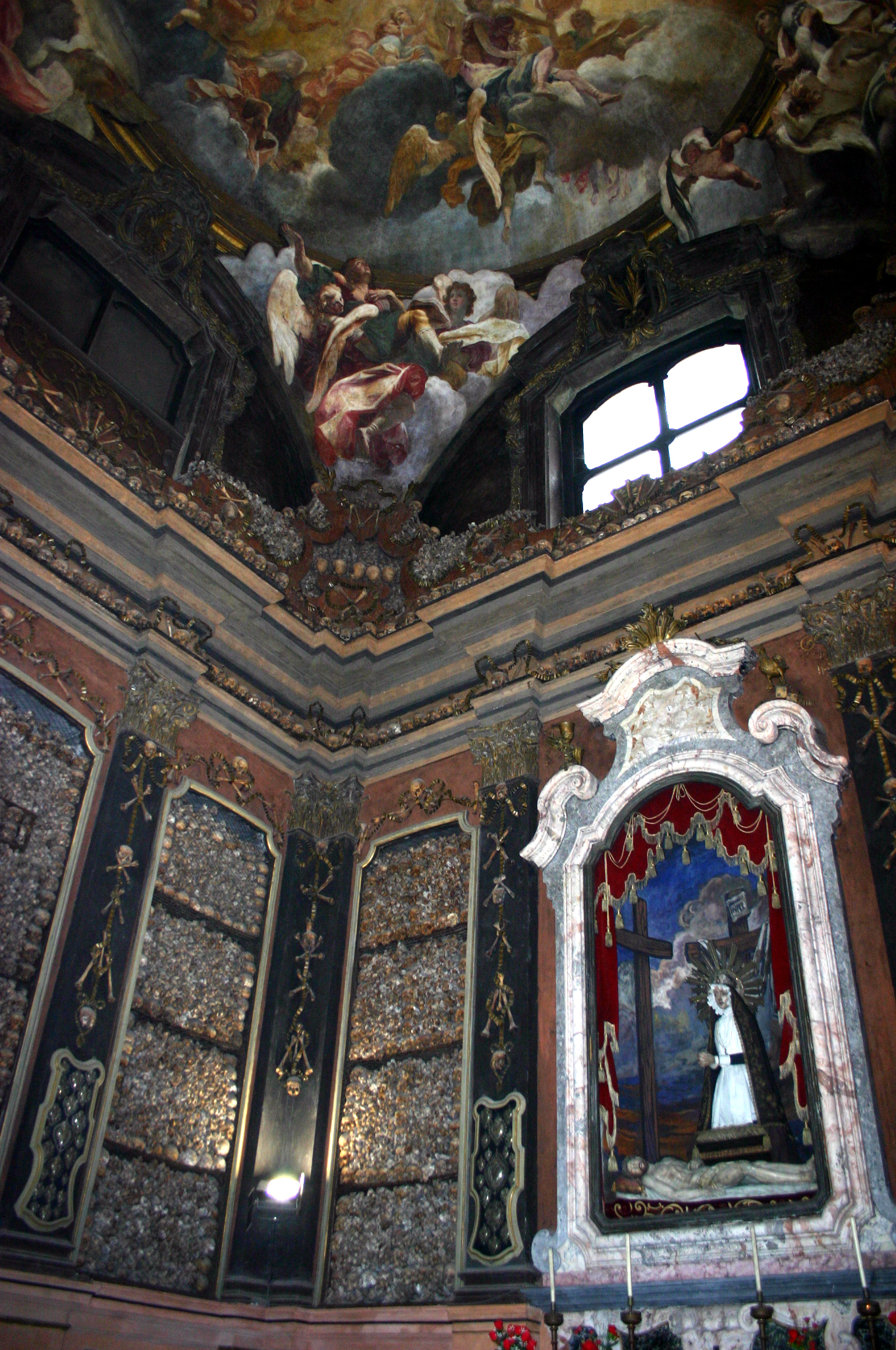
Ossariumskapelle

Durch einen schmalen Gang gelangt man zum Beinhaus mit einem Gewölbe, das 1695 von Sebastiano Ricci mit Fresken bemalt wurde (Triumph der Seelen mit fliegenden Engeln und in den Hängezwickeln des Gewölbes die vier Schutzheiligen, die hl. Jungfrau Maria, der hl. Ambrosius, der hl. Sebastian und der hl. Bernhardin von Siena).
Die Innenwände des Gebäudes mit quadratischem Grundriss sind fast vollständig mit Schädeln und Knochen ausgekleidet, die aus dem alten Beinhaus stammen, zusammen mit denen, die auf den aufgelösten Friedhöfen exhumiert wurden, nachdem das örtliche Krankenhaus 1652 auf Anordnung der Verwaltung des Ospedale Maggiore, dem es fast zwei Jahrhunderte zuvor angegliedert worden war, geschlossen worden war.
Alle Knochen wurden in Nischen, auf dem Gesims, an den Säulen und an den Türen angebracht. In diesem dekorativen Motiv verbindet sich der Sinn für das Makabre mit der Anmut des Rokoko.
Über dem einzigen Altar aus kostbarem Marmor mit den Symbolen der Passion Jesu Christi befand sich in einer Nische eine Statue der Madonna Dolorosa de Soledad (Schmerzensmutter), gekleidet in ein weißes Gewand, bedeckt mit einem schwarzen, goldbestickten Mantel, mit gefalteten Händen, kniend neben dem toten Jesus. Das Werk wurde in der Mitte des 17. Jahrhunderts von Gerolamo Cattaneo während der spanischen Herrschaft ausgeführt.
Es wurde von vielen die Hypothese aufgestellt, dass diese Knochen den zahlreichen christlichen Märtyrern entstammen, die von den arianischen Häretikern zur Zeit des heiligen Ambrosius getötet wurden. Diese These scheint nicht haltbar zu sein, denn sie gehören zu im Krankenhaus von Brolo (das sich an dieser Stelle befand) verstorbenen Patienten, Priester und Mitbrüder, die es leiteten, zum Tode Verurteilte, Gefangenen, die nach 1622 in den Gefängnissen starben (d. h. als ihr Friedhof nicht mehr ausreichte), Mitglieder adliger Familien, die in benachbarten Gräbern beigesetzt wurden, sowie Kanoniker der nahe gelegenen Basilika Santo Stefano.
1738 war König Johann V. von Portugal von der Kapelle so beeindruckt, dass er beschloss, sie in Évora in der Nähe von Lissabon detailgetreu nachzubauen: Die Kapelle ist als Capela dos Ossos bekannt.

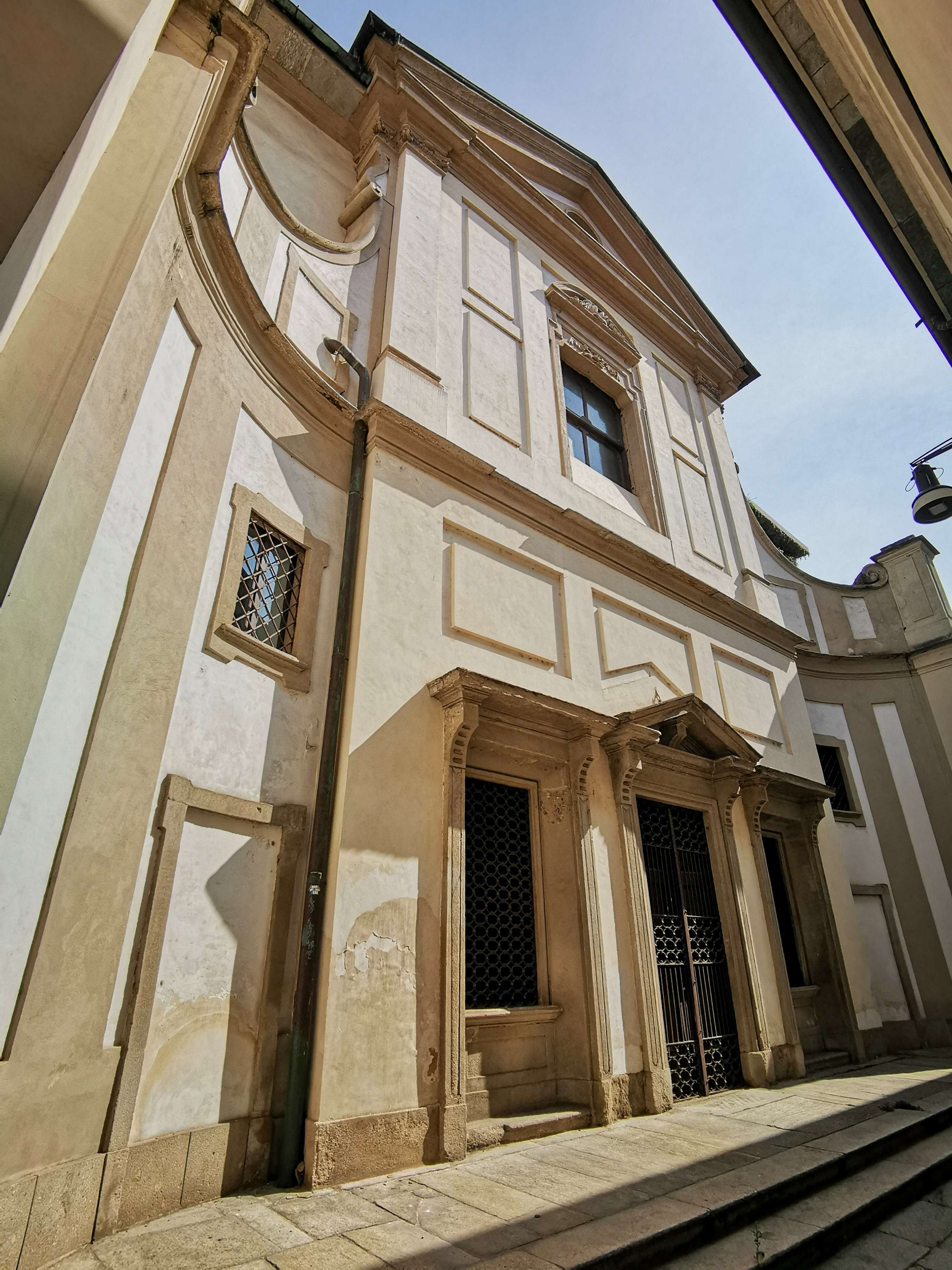
Fassade des Ossariums, rechts vom Eingang der Kirche, in einer Gasse gelegen
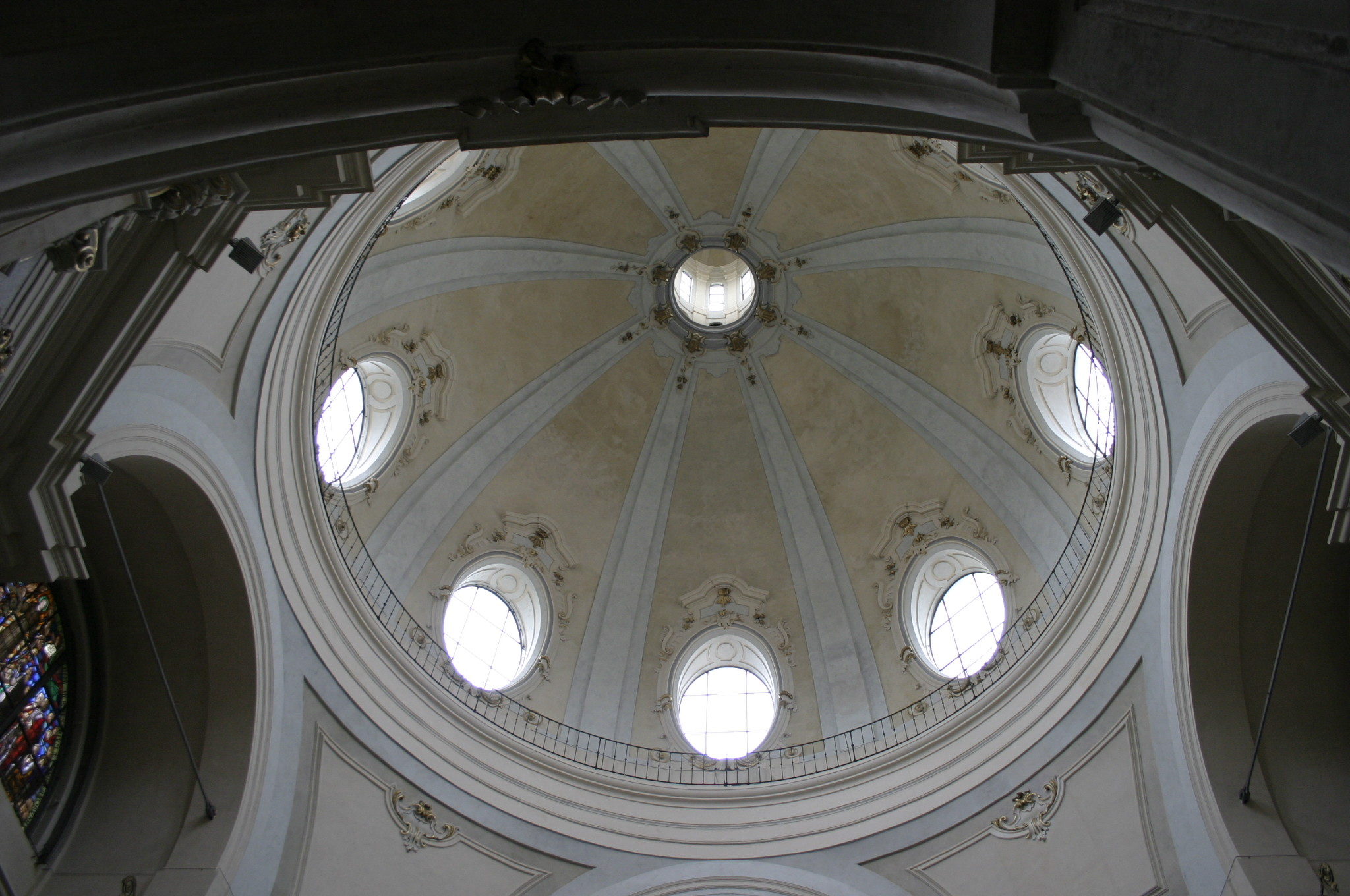
Kuppel
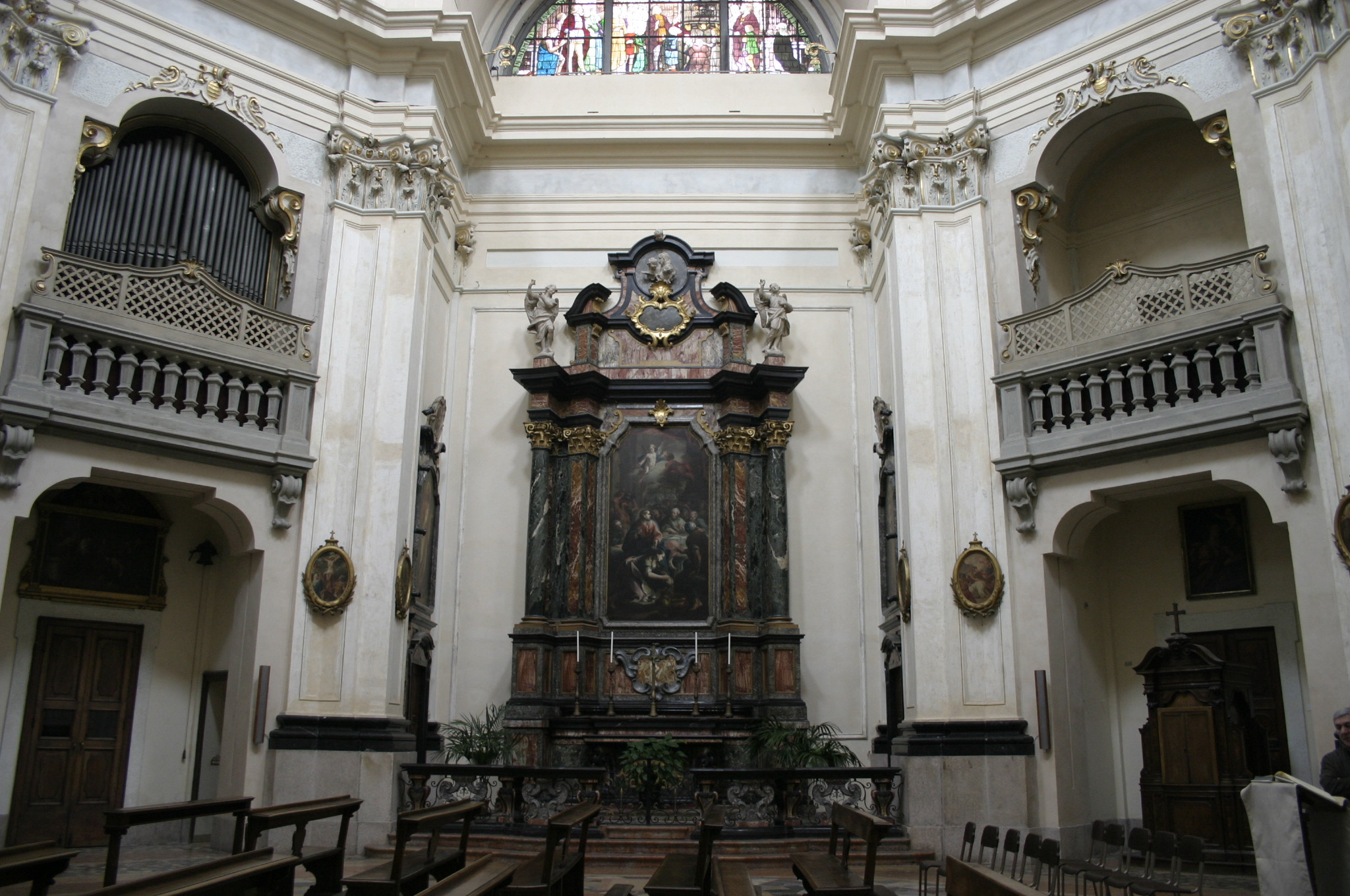
Altar der Magdalena
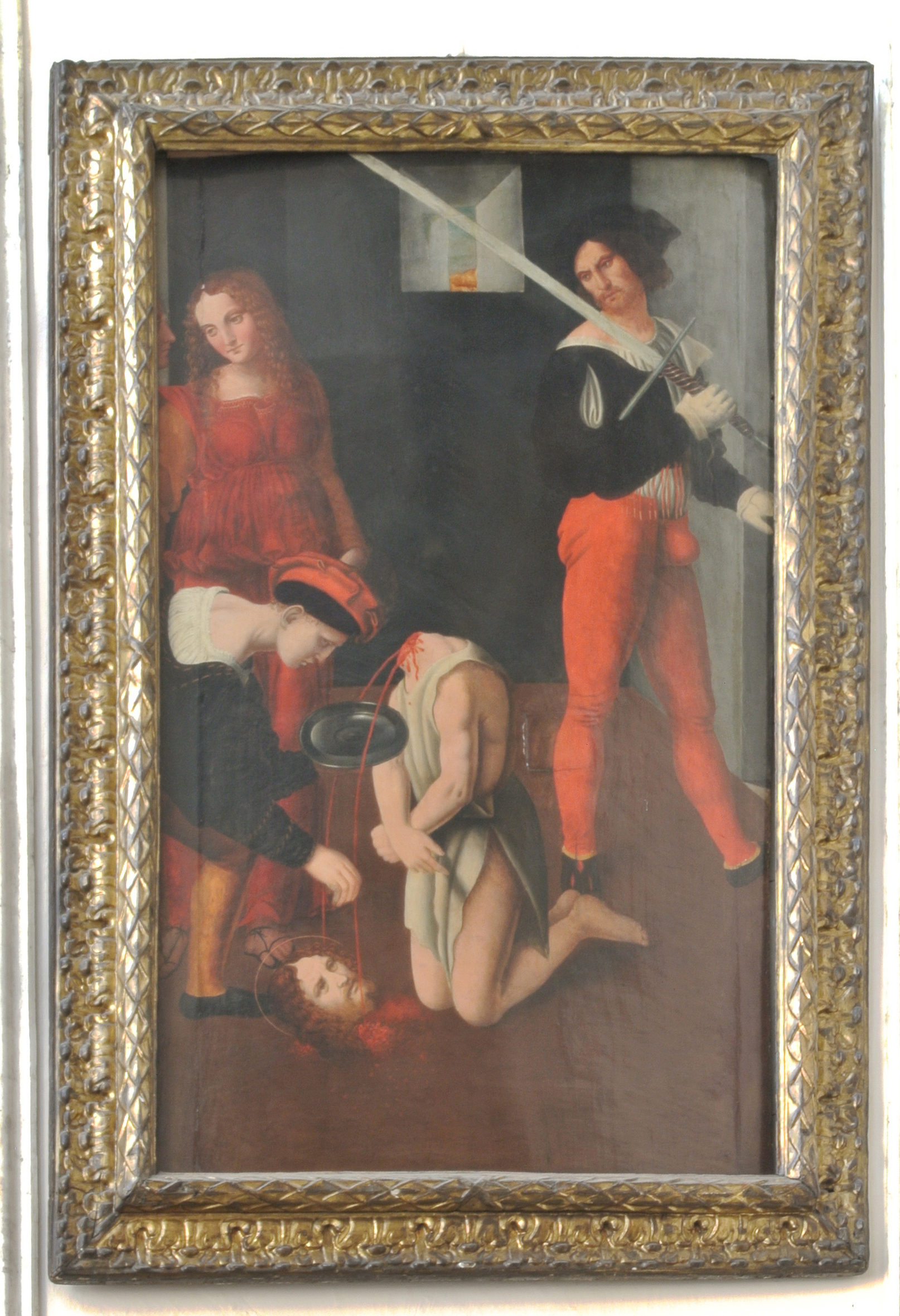
Vicino all’altare di Santa Rosalia: La decapitazione di San Giovanni Decollato di Paolo di Caialina (XVII secolo)
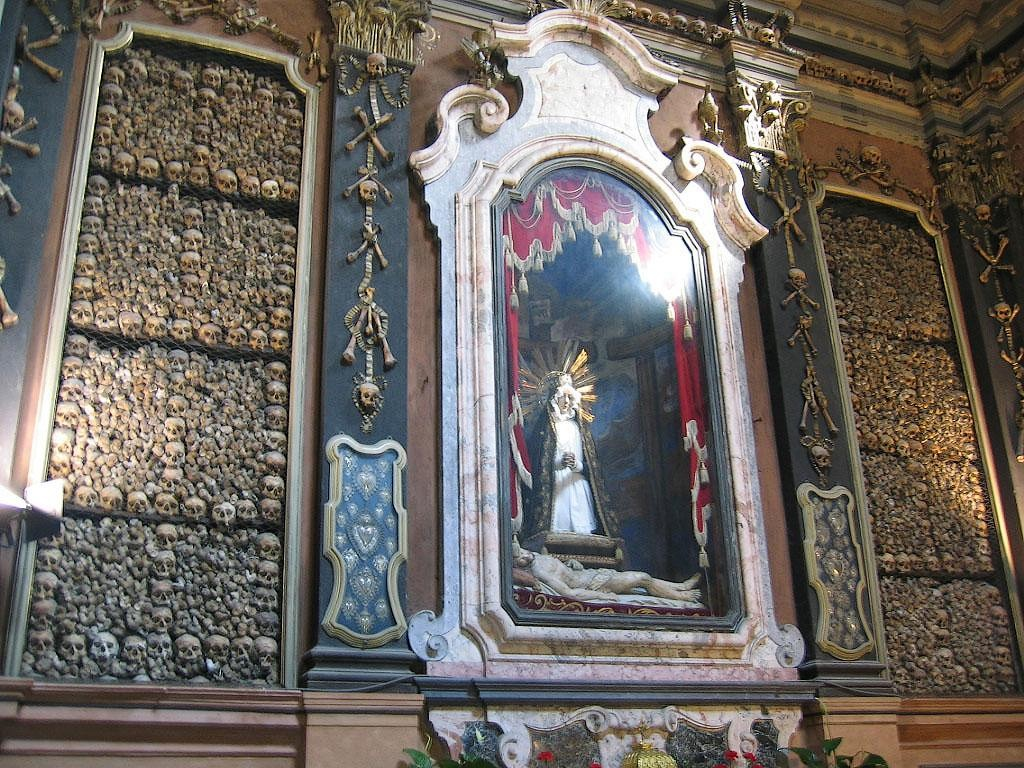
Ossarium
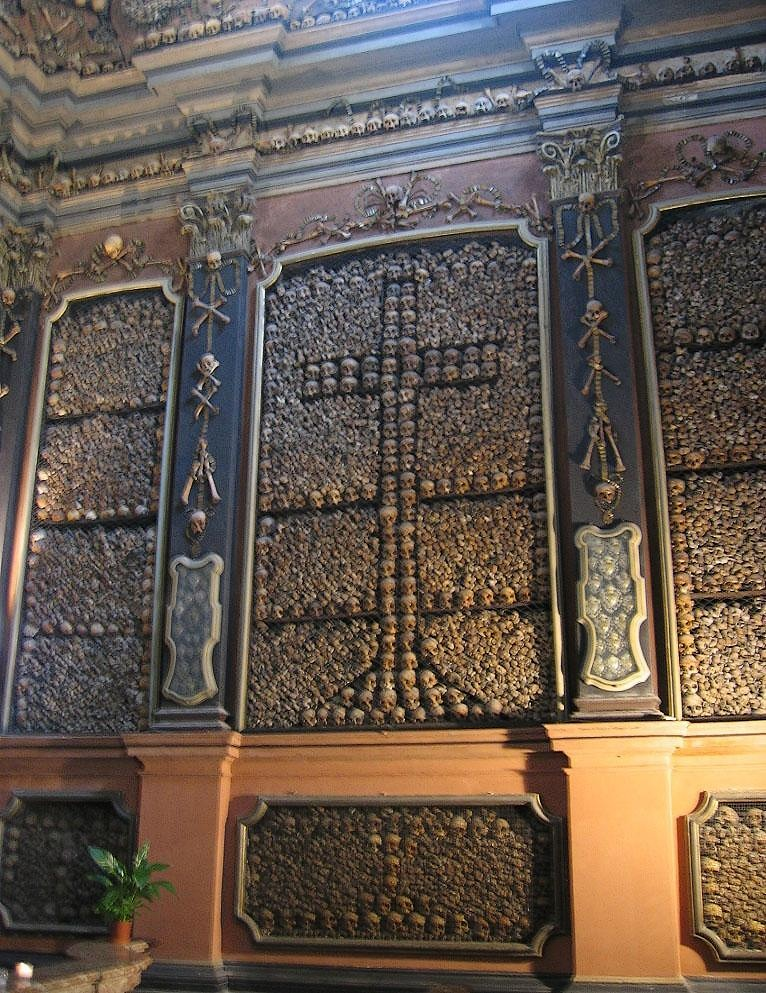
Ossarium
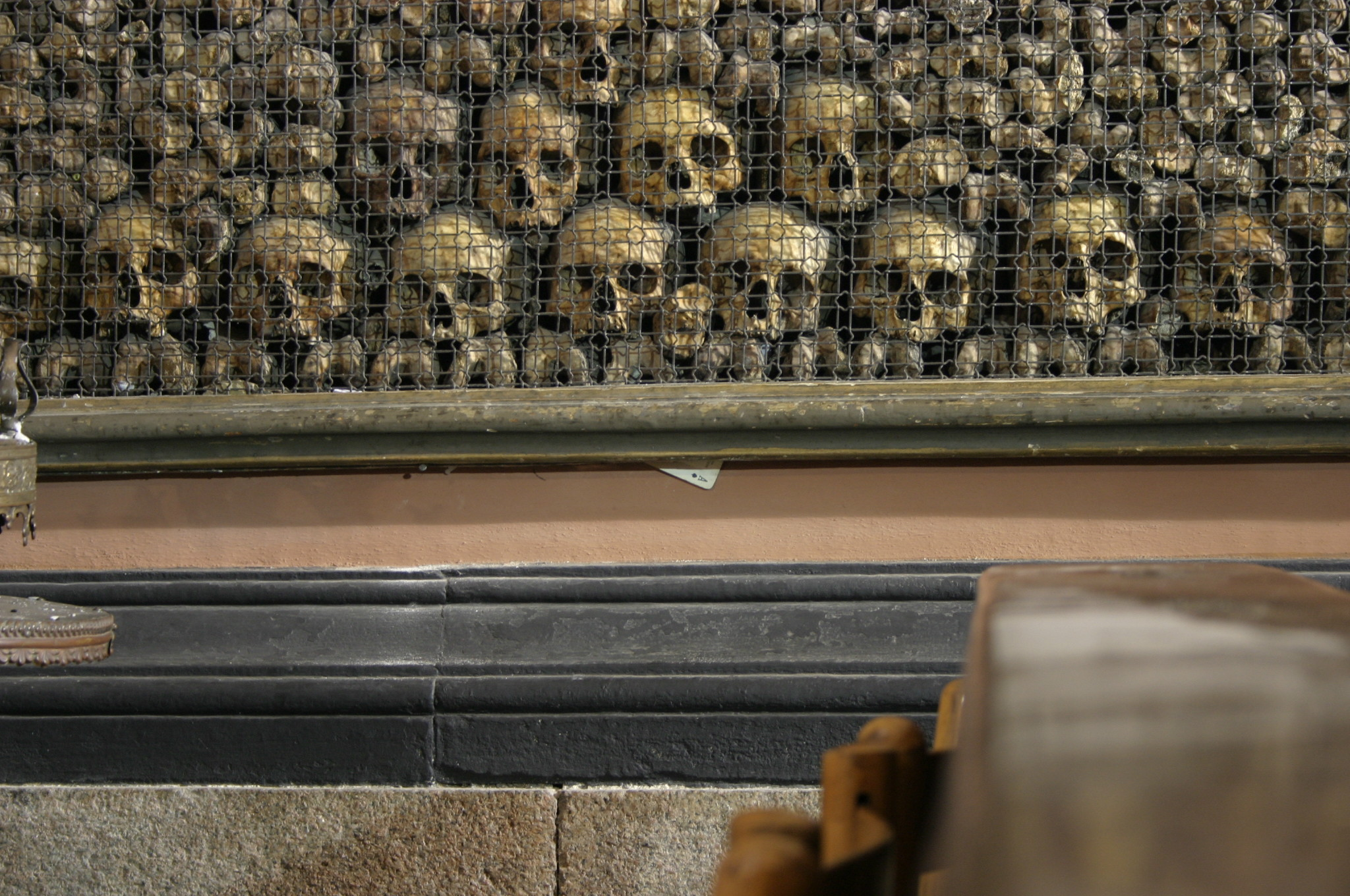
Ossarium
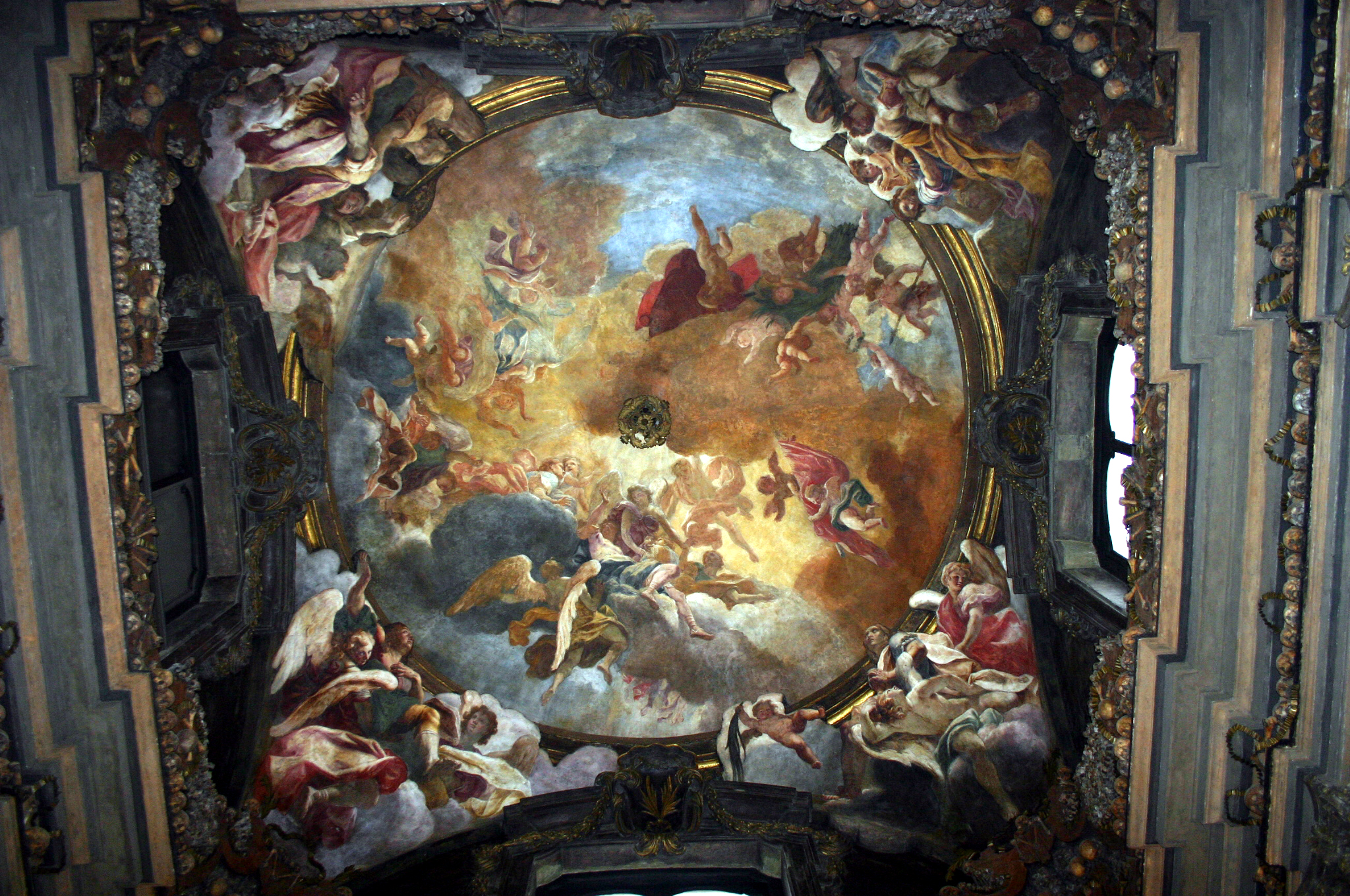
Kuppelfresken des Ossariums
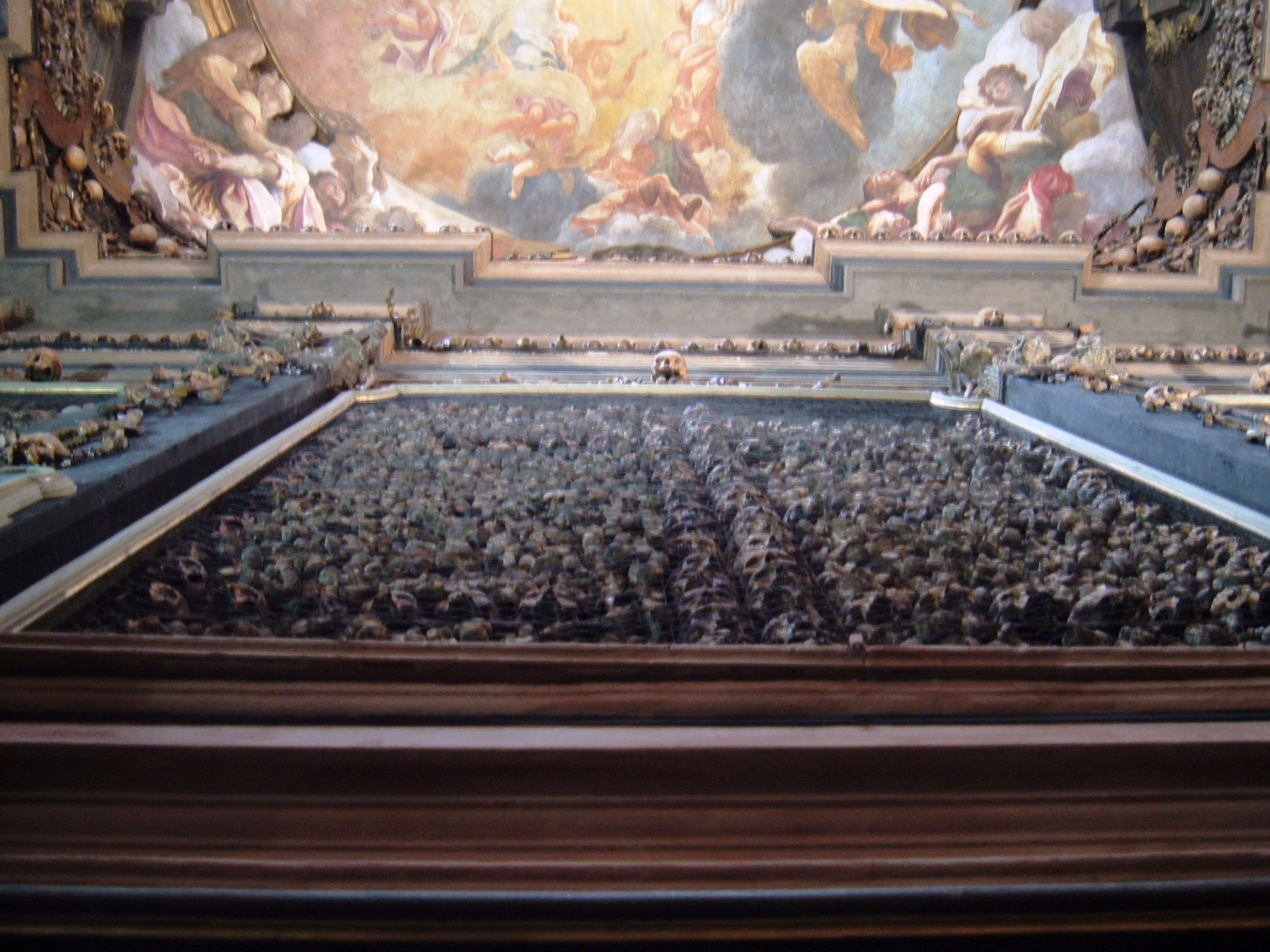
Ossarium mit Fresken
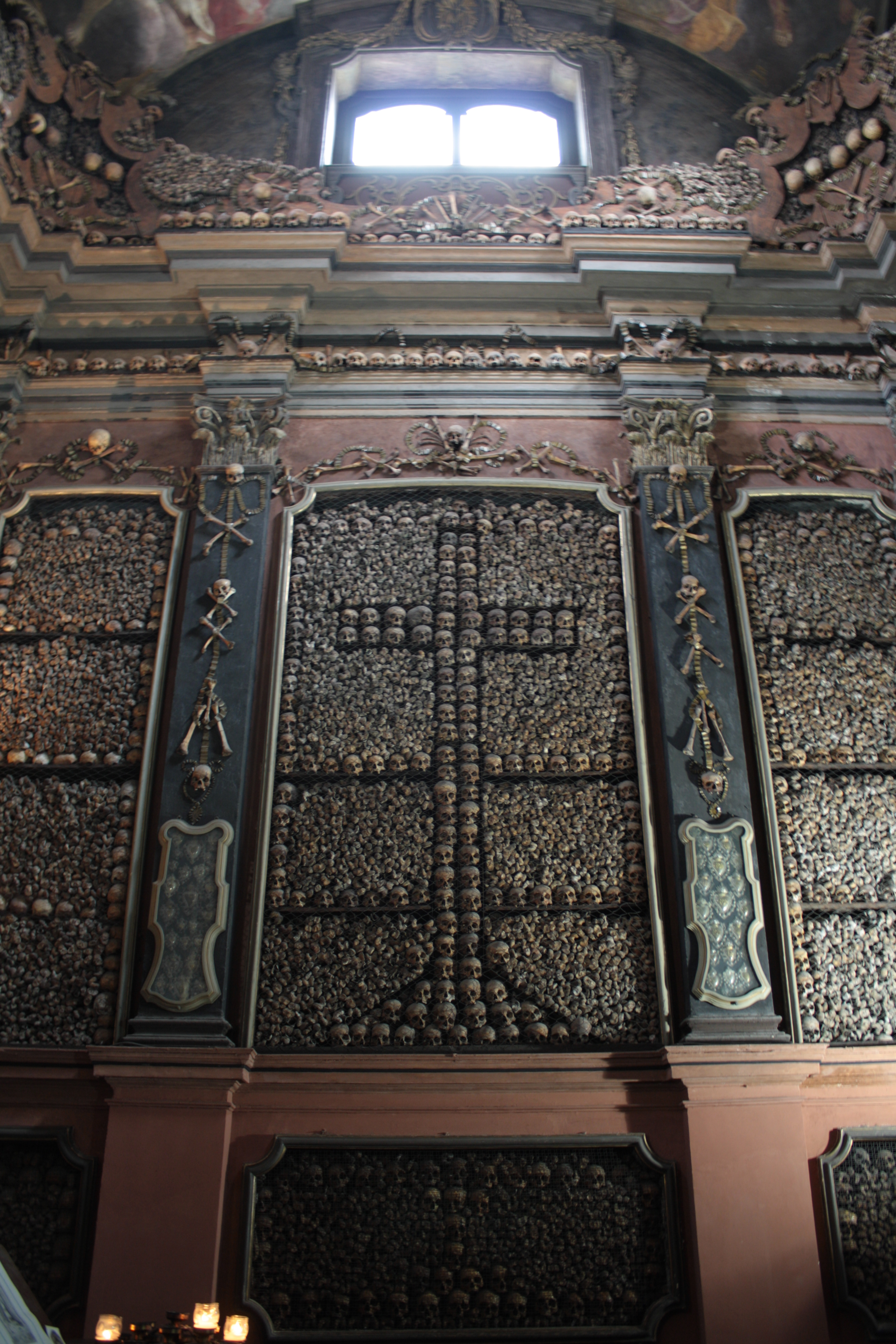
Rechte Wand des Ossuariums